# Fino allo spasimo
Fino allo spasimo è un film statunitense del 1969 diretto da Wray Davis.

## Trama
Una banda di truffatori delle Filippine, cercano di recuperare dei lingotti d'oro che, il commissario Surabaya, mandante dell'operazione, ha a sua volta nascosto all'interno della sua villa.